# Voivodato di Brześć Kujawski
Il voivodato di Brześć Kujawski (in polacco Województwo brzeskokujawskie) fu un'unità di divisione amministrativa e governo locale del Regno di Polonia dal XIV secolo fino alla spartizione della Polonia del 1772-1795. Comprendeva parte della regione di Cuiavia e della Grande Polonia.
La sede del Governatorato era Brześć Kujawski.

## Voivodi
- Jakub Szczawinski (1622-1637)
- Andrzej Kretkowski (1637-1643)
- Jan Szymon Szczawiński (1643-1652)

La sede del Consiglio regionale (sejmik) era Brześć Kujawski.

## Altre città
- Kowal
- Kruszwica
- Przedecz
- Raedziejów

## Voivodati confinanti
- Voivodato di Inowrocław
- Voivodato di Rawa
- Voivodato di Łęczyca
- Voivodato di Kalisz
- Voivodato di Gniezno (dal 1768)